# Parcel of Rogues
Parcel of Rogues je album folkové skupiny Steeleye Span. Bylo jejich nejúspěšnějším albem, které se dostalo do žebříčku Top 30.
Album vzniklo z divadelního projektu podle románu Robert Louis Stevensona Kidnapped, uváděného v Edinburku. Kniha i hra se odehrávají na pozadí skotského jakobitského hnutí a v průběhu vytváření hry skupina narazila na velké množství skotské poezie 18. století, která byla použita pro album.
Tématem alba je změna a napětí mezi starým a novým. „The Weaver and the Factory Maid“ je o rozporu rané industrializace, kdy mladý muž oslavuje továrnu, kde je spousta žen, které může obdivovat, zatímco starý muž odsuzuje toto výrobní zařízení kvůli ekonomickým dopadům.
Na albu byly znovu představeny bicí, na které hrál Rick Kemp. Poté, co bylo album vydáno, skupina podnikla turné po USA jako předkapela pro Jethro Tull a tak bylo rozhodnuto přijmout na plný úvazek bubeníka Nigela Pegruma. Bicí posunuly skupinu dále k rockovějšímu stylu, jak bylo znát ve skladbách "The Wee Wee Man" a "Cam Ye O'er Frae France."

## Seznam skladeb
1. "One Misty Moisty Morning" (Traditional) – 3.30
2. "Allison Gross" (Traditional) – 5.29
3. "The Bold Poachers" (Traditional) – 4.18
4. "The Ups And Downs" (Traditional) – 2.45
5. "Robbery with Violins" (Traditional) – 1.47
6. "The Wee Wee Man" (Traditional) – 4.01
7. "The Weaver and The Factory Maid" (Traditional) – 5.21
8. "Rogues in a Nation" (Robert Burns) – 4.34
9. "Cam Ye O'er Frae France" (Traditional) – 2.49
10. "Hares on The Mountain" (Traditional) – 4.33

## Obsazení
- Maddy Prior - zpěv
- Tim Hart - zpěv, kytara, dulcimer
- Bob Johnson - zpěv, kytara
- Rick Kemp - baskytara, bicí
- Peter Knight - housle, viola, mandolína, piano, zobcová flétna, harmonium